# Санкт-Петербургский государственный аграрный университет
Са́нкт-Петербу́ргский госуда́рственный агра́рный университе́т (до 1992 Ленинградский сельскохозяйственный институт) — петербургское техническое высшее учебное заведение, готовящее специалистов сельского хозяйства. Расположен в Пушкине.

## Об университете

Логотип университета

В составе университета: 65,5 % преподавателей имеют учёные степени и звания; 15,5 % — доктора наук; 1 академик РАСХН; более 40 человек имеют почётные звания. Число студентов - более 8000.
В университете можно учиться по 36 специальностям, 12 направлениям, 38 программам послевузовского образования (аспирантура, докторантура) и 6 программам дополнительного образования.

## История университета

### Начало двадцатого века

#### Стебутовские курсы
8 (21) сентября 1904 года в Санкт-Петербурге по инициативе профессора Ивана Александровича Сте́бута, называемого патриархом русского земледелия, открылись Высшие женские сельскохозяйственные курсы. От момента зарождения идеи и до открытия курсов прошло около 10 лет. За заслуги в организации курсов и в честь 50-летия общественной деятельности И. А. Стебута Высшим женским сельскохозяйственным курсам было присвоено название Сте́бутовских.
В первый год на Стебутовские курсы были приняты 80 слушательниц. Срок обучения вначале составлял 2 года, вскоре 3, а затем 4 года. Преподавателей было более 40, среди них немало видных учёных: лесоводство преподавал В. В. Гуман, органическую химию — К. И. Дебу, физиологию животных — К. Н. Кржышковский, зоотехнию — Е. Ф. Лискун, анатомию животных — А. Н. Немилов, растениеводство — Н. К. Недокучаев, плодоводство — В. В. Пашкевич, почвоведение — Н. И. Прохоров, систематику и географию растений — В. Н. Сукачёв, сельскохозяйственную статистику — И. В. Чернышёв, фитопатологию — А. А. Ячевский.
Ста выпускниц было недостаточно для обеспечения потребности отечественного сельского хозяйства в квалифицированных кадрах. Встал вопрос об открытии в столице ещё одних сельскохозяйственных курсов для мужчин и женщин.

#### Каменноостровские курсы
26 сентября (9 октября) 1906 года (или, по другим данным, 1 [14] октября) в небольшом домике на Каменном острове открылись Петербургские сельскохозяйственные курсы. Впоследствии они стали называться Каменноостровскими. Курсы выпускали агрономов, зоотехников, землеустроителей, организаторов и распорядителей сельских хозяйств и сельскохозяйственной статистики.
В первый год сюда поступило 178 человек. За семь лет контингент вырос в 8 раз, и к 1913 году на курсах занималось уже 1400 человек.
Первым руководителем Петербургских сельскохозяйственных курсов был Н. П. Адамов, на них преподавали многие видные учёные: Н. Н. Богданов-Катьков, П. А. Борисов, П. В. Будрин, О. А. Вальтер, К. И. Дебу, Н. И. Козлов, С. П. Кравков, К. Н. Кржышковский, С. В. Паращук, В. В. Пашкевич, П. Ю. Шмидт, А. А. Ячевский и другие. Многие из этих учёных преподавали также и на Стебутовских курсах.

#### Вечерние агрономические курсы
Было много молодёжи, не имевшей возможности учиться в дневном учебном заведении — днём потенциальные студенты работали. В 1908 году были организованы Вечерние агрономические курсы Общества народных университетов. Эти курсы ставили себе задачу дать слушателям законченное сельскохозяйственное образование, приближающееся к курсу высшего сельскохозяйственного учебного заведения. Учебного хозяйства у курсов не было, а летняя практика заменялась эпизодическими добровольными экскурсиями.

### 1917—1920 годы

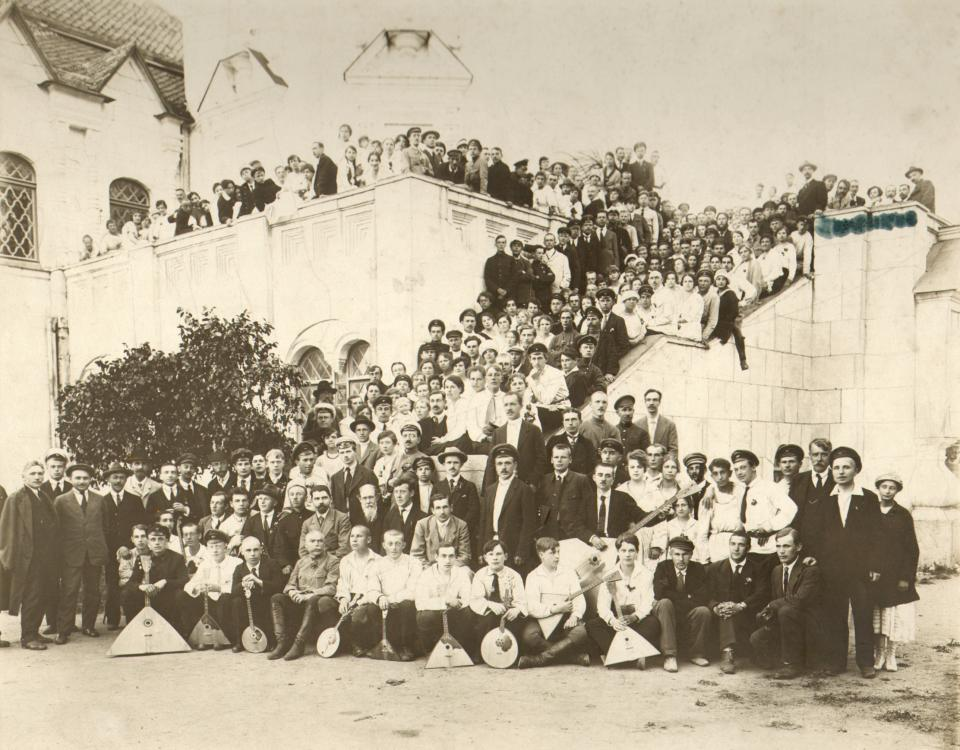
Студенты Агрономического института у Трапезной палаты в Детском Селе. Фото 1919 года

В 1918 году все вышеупомянутые учебные заведения были реорганизованы в государственные сельскохозяйственные институты: Стебутовский институт сельского хозяйства и лесоводства, Каменноостровский сельскохозяйственный институт и Петроградский агрономический институт.
Директором агрономического института стал В. И. Рыков, а с декабря 1918 года — профессор И. Л. Джандиери. Среди преподавателей были известные учёные: профессора П. А. Борисов, К. И. Васильев, С. Л. Соболев (до 1956 года — зав. кафедрой растениеводства Ленинградского СХИ), К. И. Дебу, М. И. Дьяков, Н. Н. Иванов, В. Г. Котельников, В. Я. Курбатов, Н. А. Наумов, Е. С. Лондон, Б. Г. Тидеман, Е. А. Энгель, С. С. Цветков, Н. Н. Богданов-Катьков (в 1945—1947 годы директор Пушкинского СХИ), П. Н. Штейнберг, С. М. Вислоух и другие. В ноябре 1920 года на кафедру селекции избран Н. И. Вавилов.
В 1920 году Петроградский Наркомпрос принимает решение о слиянии Каменноостровского и Стебутовского институтов в одно высшее учебное заведение под названием «Петроградская сельскохозяйственная академия им. И. А. Сте́бута».

### Двадцатые годы
Существование трёх однотипных сельскохозяйственных вузов в Петрограде должно было навести на мысль о нецелесообразности распыления средств и преподавательских сил между тремя учебными заведениями. Уже в 1920—1921 годах возник вопрос о необходимости их объединения.
Идея объединения трёх вузов встретила серьёзное сопротивление со стороны некоторой части преподавательского состава. Особенно сильно было противодействие со стороны агрономического института. Это затормозило решение вопроса о слиянии на целый год.
Главапрофобр, видя что добровольное слияние трёх вузов невозможно, объявил в июле 1922 года о закрытии их, и персонал был распущен. Одновременно состоялось распоряжение об открытии Петроградского сельскохозяйственного института на базе ранее существовавших трёх сельскохозяйственных вузов.
Вновь созданный институт имел три факультета: зоотехнический, растениеводства и сельскохозяйственной экономики и политики. Первоначально в нём обучались 1667 человек, а в 1923 году — уже 2578 человек. Руководить вновь созданным институтом было поручено правлению во главе с ректором, академиком К. Д. Глинкой и проректором по учебной части, профессором К. Н. Кржышковским.
К. Д. Глинка — выдающийся учёный-почвовед, талантливый организатор и обаятельный человек, сумел в целом успешно сплотить коллектив вуза и руководил им до своей кончины в 1927 году.
Сразу же с момента организации нового института встал вопрос об учебной и производственной базе. Решено было создать такую базу в городе Детское Село. Переезд осуществлялся постепенно. С 1927 года в Детскосельском центре были сосредоточены студенты II, III, IV курсов всех факультетов. В Ленинграде остались лишь первокурсники и IV курс экономического факультета.
В Детском Селе было создано 15 опытных станций, которыми руководили крупные учёные. В числе станций были: зоотехническая (проф. М. И. Дьяков), растениеводческая (проф. Н. К. Недокучаев), машиноиспытательная (проф. К. И. Васильев), акклиматизационная (проф. С. А. Эгиз), фитопатологическая (проф. Н. А. Наумов), энтомологическая (проф. Н. Н. Богданов-Катьков), луговодства (проф. Л. А. Чугунов), селекционное поле (проф. Н. И. Вавилов), учебно-опытное садоводство (проф. В. В. Пашкевич и проф. Н. И. Кичунов), льняная опытная станция (В. Ф. Соколов), метеорологическая станция (проф. В. Н. Оболенский).
В двадцатые годы в сельском хозяйстве появляются первые «ростки» механизации в массовом масштабе. В Петроградском сельскохозяйственном институте открывается отделение механизации. В Петроградском политехническом институте также открывается (1929 год) факультет индустриального земледелия, впоследствии получивший название факультета индустриального сельского хозяйства. Он готовил инженеров для села, для тракторостроения и отраслей индустрии, перерабатывающих продукцию сельского хозяйства. В 1930 году на базе факультета индустриального земледелия Политехнического института и отделения механизации Ленинградского СХИ был создан Ленинградский институт механизации сельского хозяйства (см. ниже).
К 1930 году Ленинградский СХИ превратился в крупнейший многопрофильный вуз, осуществляющий большую учебную и научную работу. Но в моде тогда ещё оставались «решительные преобразования». Для убыстрения подготовки специалистов в области сельского хозяйства был поставлен вопрос о расширении сети аграрных учебных заведений и ускоренной подготовке более узких «отраслевых» специалистов. В таких условиях было не до глубокой общетеоретической подготовки.

### Начало тридцатых годов
В 1930-х годах начинается новая полоса — быстрое дробление сельскохозяйственных вузов, переход их на срок обучения 3,5 года. Произошло разделение Ленинградского сельскохозяйственного института на ряд отраслевых вузов: Институт прядильных культур (Ленинград, Каменный остров), Молочно-огородный институт (Детское Село), Агропедагогический институт (Ленинград), Институт механизации социалистического земледелия (Ленинград). Кроме того, на базе Высших курсов прикладной зоологии и фитопатологии открылся самостоятельный институт защиты растений.
Это дробление продолжалось дальше. В 1931 году из Молочно-огородного института выделились два самостоятельных вуза: Ленинградский химико-технологический институт молочной промышленности (в Детском Селе ему было выделено здание бывшей Дворцовой оранжереи на Комсомольской улице, где он находился до начала Великой Отечественной войны), Овощной институт, который был размещён сначала в Павловском дворце, а затем переведён в Знаменку, вблизи Петергофа. После этого разделения Ленинградский молочно-огородный институт получил наименование Ленинградского института социалистического молочного животноводства. За этим институтом сохранились почти все здания Ленинградского СХИ в Детском Селе и земельные угодья.
Был момент, когда институт слили с совхозом-гигантом «Колпино»[уточнить]. Но уже в 1933 году он вновь стал институтом социалистического молочного животноводства. В 1934 году ему было присвоено наименование Детскосельского, а с 1937 года — Пушкинского сельскохозяйственного института.
Шли беспрерывные преобразования и в Ленинградском институте прядильных культур. Его факультет первичной обработки прядильных культур был передан во вновь созданный Ленинградский институт текстильной промышленности. Институту же прядильных культур присваивается наименование Ленинградского сельскохозяйственного института. К нему присоединяют в качестве факультета Агропедагогический институт. В этом институте организовали специальный факультет защиты растений.
Такое раздробление крупного института на целый ряд мелких, карликовых вузов значительно осложнило и ослабило дальнейшую работу по подготовке специалистов для сельского хозяйства. С середины 1930-х годов мелкие вузы с узкой специализацией стали тяготеть к более крупным, имеющим хорошую материальную базу, устоявшиеся коллективы. Опять был увеличен срок обучения, поставлена задача подготовки специалистов широкого профиля.
В 1934 году происходит слияние трёх институтов (прядильных культур, агропедагогического и института борьбы с вредителями сельскохозяйственных культур) с образованием Ленинградского сельскохозяйственного института.

### Сельскохозяйственные институты в Ленинграде в тридцатые и сороковые годы
В тридцатые—сороковые годы в Ленинграде одновременно работали несколько сельскохозяйственных вузов.

#### Ленинградский сельскохозяйственный институт
Помещался на Каменном острове. Институт имел три факультета: агрономический с отделениями полеводства, селекции и семеноводства, экономический и защиты растений. Отдельно существовало и агропедагогическое отделение. Институт насчитывал 27 кафедр. Руководили институтом Н. Я. Кузьмин, А. Ф. Сапегин, Л. А. Чугунов, Л. В. Мысовский (заведующий кафедрой физики в 1939 году).
Профессорско-преподавательский коллектив насчитывал 141 человек. Среди них известные учёные: Е. А. Домрачева, О. А. Вальтер, Н. И. Соколов, Г. Я. Бей-Биенко, И. А. Наумов. Учебная практика проводилась в учебно-опытном хозяйстве «Каменка» Лужского района.

#### Ленинградский плодоовощной институт
Начал свою деятельность в 1931 году в Павловском дворце, в 1932 году перебазировался в Новый Петергоф в здание Старо-Знаменского дворца. Здесь сложился довольно прочный профессорско-преподавательский коллектив, насчитывавший 38 человек. Здесь работали известные учёные и педагоги: П. П. Кюз, В. В. Пашкевич, Н. И. Кичунов, И. А. Веселовский. Количество студентов — 443 человека, аспирантов — 14. В 1941 году Ленинградский плодоовощной институт был присоединён к сельскохозяйственному институту в Ленинграде на правах факультета.

#### Ленинградский зоотехнический институт
Размещался в Красногвардейске. В институте действовал всего один факультет, 16 кафедр. К 1941 году здесь учились 550 человек, работали 50 преподавателей. Большинство из них были совместителями, из-за чего институт испытывал большие трудности. В начале Великой Отечественной войны институт был присоединён в качестве факультета к Ленинградскому ветеринарному институту.

#### Пушкинский сельскохозяйственный институт
К 1941 году был наиболее сильным: на 30 кафедрах трёх факультетов (агрономического, зоотехнического и защиты растений) занимались 1 010 студентов; срок обучения составлял 5 лет. Директором института был М. С. Лукьянов, его заместителем — Н. Н. Богданов-Катьков.
Среди преподавателей было немало авторитетных учёных: М. И. Дьяков, К. И. Дебу, В. П. Никитин, С. В. Паращук, П. В. Будрин, К. И. Пангало, С. Г. Давыдов, П. А. Борисов, О. В. Троицкая и другие. Учебное хозяйство «Пушкинское» владело 500 га пашни и пастбищ, лесной дачей «Тарасары» площадью 379 га. В 1940 году высокопродуктивное стадо молочного скота давало в среднем на одну фуражную корову 5 048 кг молока, а рекордистки — от 6 до 8,5 тысяч кг в год.
В 1941—1944 годах в течение 28 месяцев на территории Пушкинского сельскохозяйственного института шли ожесточённые сражения. Уже к середине августа 1941 года фронт стал быстро приближаться к Пушкину. Нормальная работа в институте прекратилась, встал вопрос о его эвакуации. Решено было перебазироваться в Ленинград, в помещение Высших курсов прикладной зоологии и фитопатологии на улице Чайковского. 14 сентября 1941 года на территорию агрогородка в Пушкине посыпались немецкие бомбы. 15 сентября студентам и преподавателям было предложено уходить пешком в Ленинград. В Ленинграде оказались 58 студентов (в том числе 25 студентов агрономического факультета, 4 студента факультета защиты растений и 29 студентов зоологического факультета).
Учебные занятия проходили в условиях блокады. 20 сентября приступили к занятиям студенты пятого курса, а 10 октября — остальные.
В начале декабря 1941 года началась эвакуация Пушкинского СХИ. 7 профессоров и доцентов (наиболее истощённые) с семьями были вывезены самолётами в Подпорожье, оттуда поездом в Вологду. Через неделю они были направлены в Оренбург, а оттуда через Барнаул в город Павловск Алтайского края.
28 и 29 января 1942 года основная часть преподавателей и студентов Пушкинского СХИ во главе с заместителем директора профессором Н. Н. Богдановым-Катьковым была отправлена через «Дорогу жизни» в Вологду и далее в Алтайский край. В Павловске, расположенном в 60 км от Барнаула, с апреля 1942 года Пушкинский институт возобновил учебные занятия на базе местного ветеринарного сельскохозяйственного техникума. Студенты старших курсов были посланы на производственную практику в хозяйства Алтайского края, младшие курсы до 1 сентября проходили учебную практику и работали в учхозе.
Осенью 1942 года на учёбу были приняты около 150 человек, главным образом девушки-сибирячки.
В феврале 1944 года на базе Пушкинского СХИ в Барнауле был создан Алтайский сельскохозяйственный институт. Пушкинцы помогали в его организации и становлении вплоть до 1946 года. В начале 1944 года, после снятия блокады Ленинграда, Пушкинский СХИ стал готовиться к возвращению домой.
В апреле 1944 года небольшая группа преподавателей и сотрудников Пушкинского СХИ во главе с профессором Н. Н. Богдановым-Катьковым вернулась в Ленинград. Студентов ещё не было. Энтузиасты провели в агрогородке огромную работу по разборке и засыпке дотов, блиндажей, выявлению неразорвавшихся бомб, снарядов, мин, разработке территорий, сбору строительных материалов. Образовались строительные бригады. Плотниками руководил доцент В. П. Столяров, стекольщиками — доцент Л. Н. Александрова, малярами — профессор М. М. Лебедев, каменщиками — профессор Г. Н. Павлов. По крупицам собирали приборы, оборудование, инструменты. К 1 февраля 1945 года 23 кафедры Пушкинского СХИ всем этим были обеспечены удовлетворительно. А 15 февраля 1945 года в институте начались регулярные занятия.

#### Ленинградский институт механизации сельского хозяйства
Вуз был создан как Институт механизации социалистического земледелия в 1930 году на основе факультета индустриального земледелия Политехнического института, в 1933 переименован в Институт инженеров-механиков социалистического земледелия.
C началом войны большинство мужчин: преподавателей и студентов — ушли на фронт. В самом начале 1942 года оставшийся коллектив института был эвакуирован в город Зерноград Ростовской области (станция Верблюд). Здесь, на базе имевшегося института механизации сельского хозяйства и совместно с ним была продолжена учёба студентов. Однако вскоре немцы подошли к Ростову и Зернограду. Была спешно организована эвакуация института в Пятигорск. Но первая группа эвакуированных преподавателей и студентов в 1942 году под Пятигорском, во время быстрого наступления немцев, оказалась на короткий срок на оккупированной территории. Другая группа переправилась через Каспийское море, добралась до Алтая и около двух лет жила и работала в Бийске. Отдельные преподаватели, например, заведующий кафедрой ремонта машин В. И. Казарцев, оставались в Ленинграде и эвакуировались самостоятельно.
Из эвакуации институт механизации возвратился в 1944 году. Новый директор Б. Г. Турбин вместе с небольшим коллективом преподавателей приложил много усилий, чтобы восстановить институт. Нормальные занятия студентов возобновились в 1945 году.
В августе 1954 года вошёл в состав Ленинградского сельхозинститута.

### После войны
В 1947 году зоотехнический факультет из Ленинградского ветеринарного института переводится в Пушкинский СХИ. 6 сентября 1948 года Ленинградский СХИ объединяется с Пушкинским СХИ на базе последнего.
Ректором объединённого Ленинградского сельскохозяйственного института в 1947—1951 годах был Алексей Яковлевич Подвалков.
А. Я. Подвалков — выпускник агрономического факультета Ленинградского сельскохозяйственного института. Здесь он был оставлен в аспирантуре на кафедре агрохимии и защитил кандидатскую диссертацию под руководством профессора Н. И. Соколова. Несколько лет работал ассистентом, а затем доцентом кафедры агрохимии ЛСХИ (на Каменном острове). В середине 1930-х годов был деканом организованного в ЛСХИ агропедагогического факультета.
В марте 1947 года А. Я. Подвалков был переведён в Ленинградский СХИ из Горького, где он был тогда ректором Горьковского СХИ. Это были очень трудные послевоенные годы. Материальный и кадровый потенциал института был разрушен. Не было помещений, оборудования, кадров. Многие преподаватели либо погибли в блокаду, либо находились в эвакуации. Всё нужно было восстанавливать.
В начале 1954 года последовал приказ об объединении Ленинградского института механизации сельского хозяйства с Ленинградским СХИ, и 25 февраля 1954 года был подписан акт о передаче института механизации в состав Ленинградского СХИ на правах факультета.
Директором ЛСХИ, объединённого на базе трёх институтов, в 1951—1959 годах был профессор Валентин Андреевич Брызгалов — крупный учёный-овощевод, один из основоположников овощеводства защищённого грунта.
В этот период резко увеличилась площадь сельскохозяйственных угодий учхоза «Пушкинское» после присоединения к нему в 1956 году совхоза «Александровский» с усадьбой в деревне Мыкколово. Учхоз превратился в крупное межотраслевое хозяйство.
В 1959—1974 годах директором ЛСХИ работал профессор Константин Николаевич Капорулин (с 1949 года декан факультета механизации, а с 1 января 1953 года директор Ленинградского института механизации сельского хозяйства).
В эти годы Ленинградский СХИ стал общепризнанным в стране передовым центром подготовки кадров для сельского хозяйства. Заслуги института в 1971 году были отмечены орденом Трудового Красного Знамени.
14 января 1974 года ректором ЛСХИ был назначен Валентин Митрофанович Кряжков. Инженер-механик по специальности, он внёс большой вклад в теорию и практику восстановления изношенных деталей тракторов и автомобилей. 11 декабря 1978 года академик В. М. Кряжков был освобождён от занимаемой должности ректора ЛСХИ в связи с избранием вице-президентом ВАСХНИЛ — председателем правления ВАСХНИЛ по Нечернозёмной зоне РСФСР.

### Восьмидесятые и девяностые годы
В феврале 1979 года ректором ЛСХИ стал Николай Филиппович Бондаренко, до того директор Агрофизического НИИ. Он руководил Ленинградским СХИ пятнадцать лет. По его инициативе на всех агрономических факультетах был введён курс программирования урожаев сельскохозяйственных культур. В институте заметно расширилась база для развития компьютерных технологий. На агрономическом факультете был создан компьютерный класс для проведения учебных занятий на основе прикладных программ по ряду специальных дисциплин. В этот период был введён в строй новый химический учебный корпус — для факультета почвоведения и агрохимии и факультета защиты растений.
Приказом Госкомиссии Совмина СССР по продовольствию и закупкам от 16 января 1991 года Ленинградский сельскохозяйственный институт (ЛСХИ) был преобразован в Ленинградский государственный аграрный университет (ЛГАУ). 20 января 1992 года, в связи с возвращением Ленинграду названия Санкт-Петербург, ЛГАУ был переименован в Санкт-Петербургский государственный аграрный университет (СПбГАУ).
В марте 1987 года приказом ректора университета Н. Ф. Бондаренко четыре факультета: агрохимии и почвоведения, агрономический, плодоовощной и факультет защиты растений были объединены в один факультет — агрономический. Объединение встретило сопротивление части профессорско-преподавательского состава. Объединённый факультет просуществовал 8 лет.
В апреле 1994 года на конференции выборщиков ректором СПбГАУ был избран Владимир Степанович Шкрабак, доктор технических наук, профессор, Заслуженный деятель науки и техники РФ. С февраля 1991 года по апрель 1994 года он работал ректором Ярославского СХИ.
В этот период по предложению деканов и некоторых заведующих кафедрами в СПбГАУ было принято решение о возвращении к ранее существовавшей системе административного деления. В 1995 году факультеты: почвоведения и агроэкологии, защиты растений и плодоовощной — вышли из состава агрономического факультета и снова стали самостоятельными подразделениями.

### XXI век
В 2003 году B. C. Шкрабак был освобождён от занимаемой должности ректора в связи с достижением 65-летнего возраста (согласно уставу ВУЗа должность ректора не может занимать человек старше 65 лет).
Приказом министра сельского хозяйства РФ от 2 декабря 2003 года исполняющим обязанности ректора СПбГАУ назначен Михаил Алексеевич Новиков. 20 февраля 2004 года конференция выборщиков из состава сотрудников и студентов избрала профессора, доктора технических наук М. А. Новикова ректором Санкт-Петербургского государственного аграрного университета.
Михаил Алексеевич Новиков — выпускник факультета механизации сельского хозяйства ЛСХИ 1980 года. После окончания института — комсомольская работа на факультете, аспирантура, защита кандидатской, работа на кафедре сельхозмашин (от ассистента до профессора), защита докторской диссертации. С 1991 года — заместитель декана факультета механизации, а с 1998 года — декан факультета.
Вместе с М. А. Новиковым практически полностью сменилось руководство университета: из семи бывших проректоров остались трое. Введены в состав администрации СПбГАУ: Михаил Владимирович Москалев — первый проректор по социальным и экономическим вопросам; Федор Федорович Ганусевич — проректор по учебной работе; Игорь Зиновьевич Теплинский — проректор по дополнительным и непрерывным формам обучения; Петр Иванович Хохлов — проректор по капитальному ремонту, реконструкции и экологии. Исполняющим обязанности директора учхоза «Пушкинское» назначен выпускник экономического факультета ЛСХИ Сергей Николаевич Широков.
В 2004 году университет отметил своё столетие. Много первостепенных задач предстояло решить в юбилейном году и в последующие годы. Вот главные из них:
- обеспечение эффективной работы сотрудников и учебы студентов
- совершенствование материальной базы учебного процесса, учебных и производственных практик, переориентирование учебного хозяйства с товарного на учебно-опытное, оснащенное современными средствами по передовым технологиям
- улучшение социально-экономического положения его сотрудников и студентов университета
- создание единого, доброжелательного коллектива сотрудников и студентов, способного подготовить на высоком уровне грамотных специалистов для сельского хозяйства

С 2005 по 2015 ректором Санкт-Петербургского государственного аграрного университета являлся Виктор Алексеевич Ефимов.
С декабря 2015 года ректором Санкт-Петербургского аграрного университета выбран Сергей Николаевич Широков.
В отношении декана юридического факультета, профессора, доктора юридических наук Зейналова Исабала Мусы возбуждено уголовное дело за получение им взятки со студентов и избрана мера пресечения в виде заключения под стражу.
29 июля 2020 года новым ректором Санкт-Петербургского государственного аграрного университета был назначен Виталий Юрьевич Морозов — бывший проректор по научной и инновационной работе и по совместительству профессор Ставропольского государственного аграрного университета.

## Знаменитые выпускники
- Антонов В. А.
- Зубков В. А.
- Дрозденко А. Ю.
- Красовская И. В.
- Наумов В. И.
- Трусов Ю. В.
- Этуев М. Х.
- Жебровский Л. С.
- Хабаров И. Ф.
- Яхнюк С. В.
- Паршина В. Р.
- Баличев А. В.
- Бойцев А. А.
- Котов А. А.
- Дмитренко И. А.
- Гусев В. С.
- Брагинец Ю. Н.
- Уткин О. А.
- Горячев В. П.
- Павловский Л. К.
- Кряжков В. М.
- Саплицкий Л. Н.
- Фокин В. В.
- Секавин Д. А.

## Студенческий спорт
Вуз является участником чемпионатов в рамках розыгрыша Кубка Вузов.